# Fallin' For You (canción de Colbie Caillat)
«Fallin' For You» es una canción por la cantante estadounidense pop Colbie Caillat de su segundo álbum Breakthrough. La canción fue lanzada el 29 de junio de 2009 en Estados Unidos.
La canción es una balada pop y fue escrita por Caillat y Rick Nowels, y fue producida por Nowels, John Shanks y Ken Caillat.
Caillat explicó a Elle que la canción es "sobre enamorarse de un chico que era mi amigo. Salimos en una cita y me di cuenta que no había nadie más en la habitación. La habitación estaba en silencio, y estaba en lo alto por ello desde el día siguiente y escribí la canción."
La canción fue incluida en la banda sonora internacional de la telenovela brasileña Viver a Vida (en portugués Aprovecha el Día). "Fallin' For You" es el cuarto sencillo de Caillat incluido en la telenovela en Brasil. El primero fue "Bubbly" en Sete Pecados, el segundo fue "Midnight Bottle" en Três Irmãs y el tercero fue "Lucky" en Caras & Bocas.

## Vídeo musical
El vídeo fue lanzado en julio, y fue dirigido por The Malloys.
En el vídeo, ella va en la playa con un hombre, presentado por Bobby Moynihan, quién no es su tipo (cuando ella dice en el teléfono al comienzo del vídeo), pero ella comienza a gustarle cada vez más y más en el transcurso de la excursión. Al final del vídeo cuando ella canta "Oh, I'm fallin' for you," el hombre sale de un remolque preguntando "¿En serio? ¿Lo dices en serio?" y Caillat asiente con la cabeza, indicando que ella se ha enamorado de él.

## Listado
Versión Oficial
- (Álbum Versión)
- (Jason Nevins Radio Edit)
- (Jason Nevins Extended Mix)

## Posiciones
La canción debutó número 12 y fue el debut más alto de Caillat en Billboard Hot 100, el debut de la semana y su más exitosa canción en Estados Unidos desde su sencillo dedut "Bubbly".
La canción regresó al Top 20 por dos semanas, cuando el álbum Breakthrough debutó en el número uno, llegando al número 15. 
Con las descargas de 118,000 en la primera semana, también es su primer top 10 en Hot Digital Songs desde su sencillo debut "Bubbly" llegando al número 4 en noviembre de 2007. En Hot Adult Contemporary Tracks en Billboard, la canción pasó catorce semanas en el número dos, antes de subir al número uno en la semana del 6 de febrero, de 2010.
En Canadian Hot 100, fue la canción de la semana, debutando en el número 55.
| Lista (2009–2010)                 | Posición |
| --------------------------------- | -------- |
| Ö3 Austria Top 40                 | 13       |
| Belgian Singles Chart (Flanders)  | 12       |
| Belgian Singles Chart (Wallonia)  | 24       |
| Canadian Hot 100                  | 28       |
| Dutch Top 40                      | 68       |
| German Singles Chart              | 16       |
| Japan Hot 100 Singles             | 9        |
| New Zealand Singles Chart         | 31       |
| Swiss Singles Chart               | 21       |
| UK Singles Chart                  | 3        |
| U.S. Billboard Hot 100            | 12       |
| U.S. Billboard Adult Contemporary | 1        |
| Lista (2010)                      | Posición |
| UK Singles Chart                  | 76       |

### Ventas y Certificaciones
| País           | Proveedor | Certificación | Ventas    |
| -------------- | --------- | ------------- | --------- |
| Estados Unidos | RIAA      | Platino       | 1 300 000 |